# Sungrazer Project
Sungrazer Project – międzynarodowy program poszukiwania komet w niewielkich odległościach od Słońca nadzorowany przez Karla Battamsa, założony w 2003 roku. Odkrycia dokonywane są głównie przez analizę zdjęć pochodzących z sondy kosmicznej SOHO - Solar and Heliospheric Observatory (obserwatorium powstałego w ramach wspólnego projektu ESA - Europejskiej Agencji Kosmicznej oraz NASA - Narodowej Agencji Aeronautyki i Przestrzeni Kosmicznej).
Zdecydowana większość obserwowanych komet to tzw. komety muskające Słońce, charakteryzujące się przejściem przez punkt przysłoneczny swojej orbity ekstremalnie blisko powierzchni Słońca.
Duży wkład w rozwijanie projektu mają polscy odkrywcy. W ramach projektu odkryto do tej pory 5124 komety (stan na 13 grudnia 2024). Michał Kusiak odkrył kometę SOHO-2000 (26 grudnia 2010 roku).
Kometę SOHO-3000 odkrył 13 września 2015 Worachate Boonplod z Tajlandii.
Kometa SOHO-4000 została odkryta przez Trygve'a Prestgarda 15 czerwca 2020.
5 tysięczną kometę SOHO odkrył Hanjie Tan z Chin 25 marca 2024.